# Poroiszte
Poroiszte (bułg. Пороище) – wieś w Bułgarii, w obwodzie Razgrad, w gminie Razgrad. W 2023 roku liczyła 444 mieszkańców.